# I. e. 694
Évszázadok: i. e. 8. század – i. e. 7. század – i. e. 6. század
Évtizedek: i. e. 740-es évek – i. e. 730-as évek – i. e. 720-as évek – i. e. 710-es évek – i. e. 700-as évek – i. e. 690-es évek – i. e. 680-as évek – i. e. 670-es évek – i. e. 660-as évek – i. e. 650-es évek – i. e. 640-es évek
Évek: i. e. 699 – i. e. 698 – i. e. 697 – i. e. 696 –  i. e. 695 – i. e. 694 – i. e. 693 – i. e. 692 – i. e. 691 – i. e. 690 – i. e. 689

## Események
- Szín-ahhé-eríba asszír király szárazföldön és folyami flottával megtámadja és feldúlja Elámot.[1]
- Elámban palotaforradalomban megölik a királyt, II. Sutruk-nahhuntét. Testvére, Hallusu-Insusinak kerül a trónra.[1]
- Az elámiak elfoglalják Szippart és magukkal hurcolják az asszír trónörökös babiloni királyt, Assur-nádin-sumit.[1]
- Ninivében felavatják Szín-ahhé-eríba palotáját.

## Trónra lépések
- Elám: Hallusu-Insusinak

## Halálozások
- II. Sutruk-nahhunte elámi király